# Краљићи
Краљићи (лат. Regulidae) су породица птица певачица, која укључује само један род Regulus са 6 врста. Краљићи су традиционално сврставани у породицу грмуша, данас међутим имају статус посебне породице, што потврђују скорашња истраживања. Представници ове породице насељавају Северну Америку и Евроазију. Краљићи су најмање европске птице, дужине око 9 центиметара. Обичан краљић (Regulus regulus) у нашим крајевима појављује се крајем марта и остаје све до почетка октобра. Углавном се настањује у крошњама четинарског дрвећа, где прави лоптаста гнезда дебелих зидова. Веома је немирна птица која скакуће са гране на грану. Песма краљића састоји се од два тона неједнаке висине и има леп завршетак.

## Врсте
Краљићи су моногенерична породица која садржи само род Regulus са 6 врста:
| Врсте                                       | Врсте | Врсте | Врсте                         |
| Народно и научно име                        | Слика | Опис | Распрострањеност              |
| ------------------------------------------- | ----- | --- | ----------------------------- |
| Краљић (Regulus regulus)                    |       | Маслинасто-зелени горњи делови и прљаво-бели доњи делови тела. На крилу се примећује бела штрафта. Лице је сиве боје са великим црним оком које подсећа на зрно бибера. Круна на глави је жуте боје са наранџастим центром код мужјака и потпуно жута код женки, код оба пола по ободима је црна.                                | Већи део Европе и Азије       |
| Ватроглави краљић (Regulus ignicapilla)     |       | Овај краљић има зеленкасту боју горњег дела тела са белим шарама. Има бела пера око крила, црну пругу око ока, изнад и испод које су пруге беле боје. Ћуба на глави, наранџаста код мужјака и жута код женке, показује се током парења.                                                                                          | Јужна Европа и Северна Африка |
| Мадеирски краљић (Regulus madeirensis)      |       | У поређењу са ватроглавим краљићем, ова врста има дужи кљун и ноге, краће беле „обрве” (supercilium), више црне боје на крилима и дубља нијанса златно-бронзаних шара на раменима; мужјакова круна је једноличније нијансе наранџасте. | Мадеира                       |
| Тајвански краљић (Regulus goodfellowi)      |       | Горњи делови су зелене, задњица и бокови су жуте, а доњи делови тела мрко-жуте боје. На крилима се налази бела пруга. Круна на глави је наранџасто-жуте боје код мужјака и потпуно жута код женки, код оба пола по ободима је црна. Очи окружују беле пруге, такође су и „обрве” (supercilium) беле боје. Грло и стране врата су сиве боје. | Тајван                        |
| Амерички жутоглави краљић (Regulus satrapa) |       | Горњи делови су маслинасто-зелене, а доњи делови тела прљаво-беле боје. Крила имају беле пруге, очи окружује црна пруга, круна је жуте боје и окружена црном пругом. Орасли мужјак има наранџасту шару у средини круне, која је претежно жута.                                                                                   | Северна Америка               |
| Риђоглави краљић (Regulus calendula)        |       | Горњи делови су сиво-зелене, а доњи делови тела маслинасто-мркожуте боје. Боја главе је мање живописна у односу на остале врсте краљића, око делимично окружује бела пруга. Мужјакова круна је скерлетноцрвене боје, и обично је (када је перје круне спуштено) због перја које је окружује слабо видљива.                       | Северна Америка               |